# Mary Sawyer
Mary Sawyer (11 giugno 1957) è un'ex tennista australiana.

## Carriera
In carriera ha raggiunto una finale di doppio al Borden Classic nel 1979, in coppia con la connazionale Sue Saliba. Nei tornei del Grande Slam ha ottenuto il suo miglior risultato agli Australian Open raggiungendo le semifinali nel singolare nel 1979.

## Statistiche

### Doppio

#### Finali perse (1)
| Numero | Anno            | Torneo                | Superficie | Compagna   | Avversarie in finale  | Punteggio     |
| 1.     | 21 ottobre 1979 | Borden Classic, Kyoto | Cemento    | Sue Saliba | Yu Li-Qiao Chen Chuan | 6-7, 6-3, 5-7 |